# Liste der Landschaftsschutzgebiete in Sachsen
Diese sortierbare Liste enthält alle Landschaftsschutzgebiete in Sachsen. Namen und Schlüsselnummern entsprechen den amtlichen Bezeichnungen.
In Summe gibt es mit Stand 1. Januar 2019 in Sachsen 178 festgesetzte Landschaftsschutzgebiete (LSG), die zusammen 30,6 % der Landesfläche (565.281 ha) ausmachen.
Es gibt zudem kein einstweilig sichergestelltes LSG.

## Liste
| Name des Gebietes                                                                                   | Bild | LSG-Nummer | WDPA      | Landkreis / Stadt                                          | Fläche in Hektar | Datum der Verordnung |
| --------------------------------------------------------------------------------------------------- | --- | ---------- | --------- | ---------------------------------------------------------- | ---------------- | --- |
| Mulden- und Chemnitztal (Anteil vorm. Direktionsbezirk Chemnitz)                                    | Weitere Bilder | c 01       | 555638567 | Landkreis Zwickau / Landkreis Mittelsachsen (Leipzig)      | 6.996            | 27. August 1990, letzte Änderung 27. Juli 2017                                                                                             |
| Talsperre Kriebstein                                                                                | Weitere Bilder | c 02       | 20888     | Landkreis Mittelsachsen                                    | 1710             | 28. Februar 2002 |
| Striegistäler                                                                                       | Weitere Bilder | c 03       | 20883     | Landkreis Mittelsachsen                                    | 7000             | 7. Dezember 2000 |
| Grabentour                                                                                          | Weitere Bilder | c 04       | 20773     | Landkreis Mittelsachsen                                    | 3195             | 12. Juli 1968, Änderung 27. August 1990, letzte Änderung 1. Juni 2004                                                                      |
| Mittleres Zschopautal                                                                               | Weitere Bilder | c 05       | 20828     | Landkreis Mittelsachsen                                    | 2263             | 13. Dezember 2007 |
| Lichtenwalde                                                                                        | Bild gesucht | c 06       | 322597    | Landkreis Mittelsachsen                                    | 797              | 25. Oktober 2007 |
| Erzengelteich                                                                                       | Weitere Bilder | c 07       | 320696    | Landkreis Mittelsachsen                                    | 58               | 9. April 1962 |
| Saidenbachtalsperre                                                                                 | Weitere Bilder | c 08       | 20865     | Erzgebirgskreis / Landkreis Mittelsachsen                  | 4465             | 9. April 1962, letzte Änderung 23. Dezember 2016                                                                                           |
| Augustusburg – Sternmühlental                                                                       | Weitere Bilder | c 09       | 20731     | Erzgebirgskreis / Landkreis Mittelsachsen / Stadt Chemnitz | 5036             | 10. November 2010 |
| Talsperre Einsiedel – Kemtauer Wald                                                                 | Die Staumauer der Talsperre Einsiedel | c 10       | 325087    | Erzgebirgskreis / Stadt Chemnitz                           | 1185             | 27. August 1990 |
| Rabensteiner Wald – Pfaffenberg                                                                     | Mischwald im Rabensteiner Wald (Abteilung 14) | c 11       | 20856     | Stadt Chemnitz                                             | 1097             | 27. August 1990, letzte Änderung 10. Juli 2002                                                                                             |
| Erzgebirgsweg                                                                                       | Bild gesucht | c 12       | 320697    | Landkreis Zwickau                                          | 138              | 12. Juli 1968 |
| Stausee Glauchau und Muldenaue                                                                      | Stausee Glauchau, Nordufer, Blickrichtung Süden | c 13       | 324782    | Landkreis Zwickau                                          | 400              | 4. Januar 1999 |
| Koberbachgrund                                                                                      | Bild gesucht | c 14       | 322228    | Landkreis Zwickau                                          | 345              | 28. Mai 2004 |
| Werdauer Wald                                                                                       | Winter im Werdauer Wald | c 15       | 325770    | Landkreis Zwickau                                          | 3070             | 28. Mai 2004 |
| Unteres Göltzschtal (Anteil Sachsen)                                                                | Die Göltzsch nahe der Göltzschtalbrücke | c 16       | 325340    | Vogtlandkreis                                              | 384              | 12. Juli 1968, letzte Änderung 21. März 2012                                                                                               |
| Kirchberger Granit                                                                                  | Im Wald bei Kirchberg | c 17       | 322132    | Vogtlandkreis / Landkreis Zwickau                          | 5119             | 17. April 1997, letzte Änderung 26. Mai 2015                                                                                               |
| Greifensteingebiet                                                                                  | Greifensteine | c 18       | 321154    | Erzgebirgskreis                                            | 4083             | 18. Januar 1996, letzte Änderung 21. November 1996                                                                                         |
| Oberes Zschopautal mit Preßnitztal                                                                  | Blick Richtung Wolkenstein | c 19       | 20843     | Erzgebirgskreis                                            | 10202            | 27. August 1990, letzte Änderung 2. September 2016                                                                                         |
| Pöhlberg                                                                                            | Basaltsäulen („Butterfässer“) am Pöhlberg | c 20       | 323691    | Erzgebirgskreis                                            | 749              | 9. April 1962 |
| Bärenstein                                                                                          | Basaltsäulen am Bärenstein | c 21       | 319783    | Erzgebirgskreis                                            | 258              | 9. April 1962 |
| Fichtelberg                                                                                         | LSG c 22 „Fichtelberg“ | c 22       | 320795    | Erzgebirgskreis                                            | 720              | 9. April 1962 |
| Scheibenberg                                                                                        | Basaltsäulen („Orgelpfeifen“) am Scheibenberg | c 23       | 324131    | Erzgebirgskreis                                            | 394              | 9. April 1962 |
| Oswaldtal                                                                                           | Oswaldbach nördlich von Waschleithe. | c 24       | 323598    | Erzgebirgskreis                                            | 1129             | 19. Juni 1995, letzte Änderung 9. Dezember 2005                                                                                            |
| Talsperre Eibenstock                                                                                | Talsperre Eibenstock | c 25       | 325086    | Erzgebirgskreis                                            | 2517             | 12. Juli 1968, letzte Änderung 3. September 2014                                                                                           |
| Auersberg                                                                                           | Bild gesucht | c 26       | 319696    | Erzgebirgskreis                                            | 1037             | 9. April 1962 |
| Oberes Göltzschtal                                                                                  | Bild gesucht | c 27       | 323377    | Vogtlandkreis                                              | 677              | 9. April 1962, letzte Änderung 26. Januar 2015                                                                                             |
| Kuhberg – Steinicht                                                                                 | Steinicht zwischen der Rentzschmühle und Elsterberg | c 28       | 322354    | Vogtlandkreis                                              | 1510             | 27. August 1990 |
| Talsperre Pöhl                                                                                      | Stausee mit Staumauer | c 30       | 20890     | Vogtlandkreis                                              | 3918             | 21. November 1994, letzte Änderung 19. Oktober 2017                                                                                        |
| Syratal                                                                                             | Die Syratalbrücke | c 31       | 324973    | Vogtlandkreis                                              | 218              | 16. Januar 1995 |
| Burgsteinlandschaft                                                                                 | Weitere Bilder | c 32       | 320215    | Vogtlandkreis                                              | 5700             | 14. Dezember 1995, letzte Änderung 15. Juni 2012                                                                                           |
| Talsperre Pirk                                                                                      | Staumauer | c 33       | 20889     | Vogtlandkreis                                              | 1441             | 1. Juni 1956 |
| Röhrholz                                                                                            | Bild gesucht | c 34       | 323934    | Vogtlandkreis                                              | 150              | 12. Juli 1968, letzte Änderung 10. Mai 2001                                                                                                |
| Oberes Vogtland                                                                                     | Landschaft bei Erlbach | c 35       | 20841     | Vogtlandkreis                                              | 16984            | 12. Juli 1968, letzte Änderung 2. April 2015                                                                                               |
| Großhartmannsdorfer Großteich                                                                       | Unter Großhartmannsdorfer Teich | c 36       | 321211    | Landkreis Mittelsachsen                                    | 148              | 12. Juli 1968 |
| Flöha- und Lößnitztal                                                                               | Bild gesucht | c 37       | 320835    | Landkreis Mittelsachsen                                    | 2759             | 27. August 1990, letzte Änderung 10. November 2010                                                                                         |
| Oberes Striegis- und Kirchbachtal                                                                   | Weitere Bilder | c 38       | 323393    | Landkreis Mittelsachsen                                    | 2316             | 27. August 1990, letzte Änderung 19. Januar 2015                                                                                           |
| Bielatal                                                                                            | Weitere Bilder | c 39       | 319922    | Erzgebirgskreis                                            | 15               | 6. Oktober 1992 |
| Hirschgrund                                                                                         | Bild gesucht | c 40       | 321631    | Erzgebirgskreis / Landkreis Zwickau                        | 400              | 19. Mai 1993 |
| Limbacher Teichgebiet                                                                               | Weitere Bilder | c 41       | 322607    | Landkreis Zwickau                                          | 520              | 27. Juni 1994, letzte Änderung 1. März 2003                                                                                                |
| Beuthenbach                                                                                         | Weitere Bilder | c 42       | 319916    | Erzgebirgskreis                                            | 240              | 13. April 1994, letzte Änderung 10. November 1994                                                                                          |
| Hauwald-Querenbach                                                                                  | Weitere Bilder | c 43       | 321449    | Erzgebirgskreis                                            | 1300             | 13. April 1994, letzte Änderung 10. November 1994                                                                                          |
| Rosental - Heiliger Wald                                                                            | Bild gesucht | c 44       | 323955    | Erzgebirgskreis                                            | 540              | 13. April 1994, letzte Änderung 10. November 1994                                                                                          |
| Steegen                                                                                             | Weitere Bilder | c 45       | 324786    | Erzgebirgskreis                                            | 540              | 13. April 1994, letzte Änderung 10. November 1994                                                                                          |
| Crinitzberg                                                                                         | Bild gesucht | c 46       | 320258    | Landkreis Zwickau                                          | 140              | 24. November 1994 |
| Oelbachgrund                                                                                        | Bild gesucht | c 47       | 323454    | Landkreis Zwickau                                          | 110              | 24. November 1994 |
| Hartensteiner Muldetal und Forstrevier                                                              | Bild gesucht | c 48       | 321397    | Landkreis Zwickau                                          | 700              | 24. November 1994 |
| Wildenfelser Zwischengebirge                                                                        | Wassergefüllter Kalkbruch im Herbst | c 49       | 325886    | Landkreis Zwickau                                          | 620              | 24. November 1994 |
| Unteres Friesenbachtal                                                                              | Der Friesenbach in Kleinfriesen | c 50       | 325338    | Vogtlandkreis                                              | 425              | 16. Januar 1995 |
| Am Röhrensteg                                                                                       | Landschaftsschutzgebiet Am Röhrensteg in Zwickau | c 51       | 319609    | Landkreis Zwickau                                          | 67               | 14. Dezember 1995 |
| Osterzgebirge                                                                                       | Bild gesucht | c 52       | 20846     | Landkreis Mittelsachsen                                    | 11885            | 10. Dezember 2014 |
| Görnitztal                                                                                          | Bild gesucht | c 53       | 321129    | Vogtlandkreis                                              | 2000             | 10. August 1995 |
| Mittweidaer Zschopautal                                                                             | Landschaftsschutzgebiet Mittweidaer Zschopautal | c 54       | 20828     | Landkreis Mittelsachsen                                    | 560              | 10. Dezember 1998 |
| Lohwald-Christelgrund                                                                               | Bild gesucht | c 55       | 322661    | Erzgebirgskreis                                            | 720              | 20. Dezember 1998 |
| Ebersdorfer Wald                                                                                    | Bild gesucht | c 56       | 320489    | Stadt Chemnitz                                             | 180              | 21. März 1996 |
| Sahngebiet                                                                                          | Bild gesucht | c 57       | 324068    | Landkreis Zwickau                                          | 650              | 2. Oktober 1996 |
| Paradiesgrund                                                                                       | Paradiesgrund | c 58       | 323620    | Landkreis Zwickau                                          | 630              | 2. Oktober 1996 |
| Römertal                                                                                            | Südlicher Damm des Talmühlteiches in Schönfels | c 59       | 323944    | Landkreis Zwickau / Vogtlandkreis                          | 800              | 2. Oktober 1996 |
| Plohnbachaue                                                                                        | Bild gesucht | c 60       | 323689    | Vogtlandkreis                                              | 1300             | 5. November 1997 |
| Talsperre Dröda                                                                                     | Staumauer | c 61       | 325085    | Vogtlandkreis                                              | 5348             | 25. Januar 1997 |
| Am Kreuzberg                                                                                        | Bild gesucht | c 62       | 319597    | Landkreis Zwickau                                          | 85               | 20. März 1997 |
| Plotzgrund                                                                                          | Hinterer Teich im LSG Plotzgrund | c 63       | 323690    | Landkreis Zwickau                                          | 510              | 17. April 1997 |
| Weißenborner Wald                                                                                   | Bild gesucht | c 64       | 325743    | Landkreis Zwickau                                          | 446              | 16. Juli 1998 |
| Kohlung – Ebersdorfer Gründe                                                                        | Bild gesucht | c 65       | 322255    | Stadt Chemnitz                                             | 370              | 25. Mai 1998 |
| Leubnitz-Tobertitzer Riedelgebiet                                                                   | Bild gesucht | c 66       | 322586    | Vogtlandkreis                                              | 3145             | 29. Januar 1999 |
| Tal der Kleinen Striegis                                                                            | Die Kleine Striegis am Stadtpark von Hainichen | c 67       | 324985    | Landkreis Mittelsachsen                                    | 400              | 1. Dezember 1999 |
| Mittleres Flöhatal                                                                                  | Der Fluss Flöha in der Stadt Flöha | c 69       | 322999    | Landkreis Mittelsachsen / Erzgebirgskreis                  | 507              | 24. April 2002 |
| Pfaffenberg – Oberwald                                                                              | Bild gesucht | c 70       | 323662    | Landkreis Zwickau                                          | 2160             | 10. Juli 2002 |
| Pfarrhübel – Alte Harth – Berbisdorfer Flur                                                         | Bild gesucht | c 71       | 378661    | Stadt Chemnitz                                             | 724              | 27. April 2005 |
| Freiberger Mulde – Zschopau                                                                         | Bild gesucht | c 72       | 390057    | Landkreis Mittelsachsen                                    | 6498             | 26. März 1996, letzte Änderung 20. März 2012                                                                                               |
| Striegistal                                                                                         | Bild gesucht | c 73       | 324885    | Landkreis Mittelsachsen                                    | 215              | 10. Dezember 1997 |
| Freiberger Mulde-Zweiniger Grund                                                                    | Bild gesucht | c 74       | 320869    | Landkreis Mittelsachsen                                    | 470              | 10. Dezember 1997 |
| Am Filzbach                                                                                         | Am Filzbach | c 75       | 555514001 | Erzgebirgskreis                                            | 241              | 6. Oktober 2010 |
| Mulden- und Chemnitztal (Anteil Landkreis Mittelsachsen)                                            | Freiberger Mulde in Conradsdorf mit Brücke von 1501 | c 76       |           | Landkreis Mittelsachsen                                    | 16544            | 27. Juli 2017 |
| Kohrener Land (Anteil Direktionsbezirk Chemnitz)                                                    | Bild gesucht | l 29       | 20802     | Landkreis Mittelsachsen                                    | 530              | |
| Jahnatal                                                                                            | Jahna | d 02       | 321998    | Meißen                                                     | 895              | 8. Juni 1998 |
| Glaubitzer Wald                                                                                     | Bild gesucht | d 03       | 321094    | Meißen                                                     | 488              | 25. Februar 2002 |
| Westlausitz                                                                                         | Gehölz an der Frankenthaler Moorwiese | d 05       | 20914     | Bautzen                                                    | 29384            | 4. Juli 1974, letzte Änderung 7. September 2017                                                                                            |
| Biehla-Weißig                                                                                       | Bild gesucht | d 06       | 319921    | Bautzen                                                    | 552              | 4. Juli 1974 |
| Ostro-Neustädtel                                                                                    | Blick auf Ostro | d 07       | 323593    | Bautzen                                                    | 49               | 7. März 1960 |
| Talsperre Quitzdorf und Kollmer Höhen                                                               | Blick von Weißig zur Hohen Dubrau | d 08       | 20891     | Görlitz                                                    | 5330             | 4. Juli 1974, letzte Änderung 24. November 2011                                                                                            |
| Königshainer Berge                                                                                  | Steinbruchsee in den Königshainer Bergen | d 09       | 322270    | Görlitz                                                    | 5394             | 4. Juli 1974, letzte Änderung 3. Juni 2008                                                                                                 |
| Löbauer Berg                                                                                        | Löbauer Berg Geröllfeld | d 10       | 322638    | Görlitz                                                    | 250              | 4. Juli 1974 |
| Herrnhuter Bergland                                                                                 | Bild gesucht | d 11       | 321576    | Görlitz                                                    | 387              | 4. Juli 1974, letzte Änderung 1. Oktober 1993                                                                                              |
| Zittauer Gebirge                                                                                    | Waltersdorf mit Berg Lausche | d 12       | 20920     | Görlitz                                                    | 5940             | 10. Mai 2000 |
| Oberlausitzer Bergland                                                                              | Bild gesucht | d 13       | 323410    | Bautzen / Görlitz / Sächsische Schweiz-Osterzgebirge       | 28943            | 25. Januar 1999, letzte Änderung 9. Juni 2017                                                                                              |
| Hüttertal                                                                                           | Große Röder zwischen Wallroda und Radeberg | d 14       | 321858    | Bautzen                                                    | 54               | 1. September 1954 |
| Seifersdorfer Tal                                                                                   | Hermsdorfer Schloßteich | d 15       | 324532    | Bautzen / Stadt Dresden                                    | 288              | 7. März 1960 |
| Dresdner Heide                                                                                      | Bild gesucht | d 16       | 20750     | Stadt Dresden / Meißen / Bautzen                           | 6133             | 19. Februar 2008 |
| Friedewald, Moritzburger Teichgebiet und Lößnitz                                                    | Bild gesucht | d 17       | 320894    | Meißen / Stadt Dresden                                     | 6779             | 17. Dezember 2012 |
| Triebischtäler                                                                                      | Bild gesucht | d 19       | 20900     | Meißen / Sächsische Schweiz-Osterzgebirge                  | 248              | 4. Juli 1974, letzte Änderung 16. April 2018                                                                                               |
| Burgwartsberg                                                                                       | Reste des Castell Thorun auf dem Burgwartsberg | d 20       | 320219    | Sächsische Schweiz-Osterzgebirge                           | 20               | 7. März 1960 |
| Tharandter Wald                                                                                     | Tharandter Wald, Mittelpunkt Sachsens | d 21       | 20894     | Sächsische Schweiz-Osterzgebirge                           | 5549             | 4. Juli 1974, letzte Änderung 17. Juli 2018                                                                                                |
| Tal der Wilden Weißeritz                                                                            | Bild gesucht | d 22       | 324988    | Sächsische Schweiz-Osterzgebirge                           | 1600             | 18. Dezember 2013 |
| Poisenwald                                                                                          | Bild gesucht | d 23       | 323692    | Sächsische Schweiz-Osterzgebirge                           | 254              | 4. Juli 1974 |
| Sächsische Schweiz                                                                                  | Fotoaufnahme über die Sächsische Schweiz. | d 24       | 11800     | Sächsische Schweiz-Osterzgebirge                           | 28744            | 23. Oktober 2003, letzte Änderung 1. Juli 2011                                                                                             |
| Kottmar                                                                                             | Bild gesucht | d 25       | 322289    | Görlitz                                                    | 735              | 25. Juni 2008 |
| Neißetal und Klosterwald                                                                            | Bild gesucht | d 26       | 323169    | Görlitz                                                    | 488              | 4. Juli 1974 |
| Strohmberg                                                                                          | Strohmberg | d 27       | 324888    | Bautzen                                                    | 32               | 4. Juli 1974 |
| Löbauer Wasser                                                                                      | Bild gesucht | d 28       | 322639    | Bautzen                                                    | 31               | 4. Juli 1974 |
| Spreetal                                                                                            | Bild gesucht | d 29       | 324738    | Bautzen                                                    | 83               | 4. Juli 1974 |
| Lockwitztal und Gebergrund                                                                          | Bild gesucht | d 30       | 322644    | Sächsische Schweiz-Osterzgebirge / Stadt Dresden           | 1796             | 4. Juli 1974, letzte Änderung 10. Juli 2018                                                                                                |
| Großsedlitzer Elbhänge und Hochflächen                                                              | Bild gesucht | d 31       | 321215    | Sächsische Schweiz-Osterzgebirge                           | 370              | 10. August 2010 |
| Elbhänge Dresden-Pirna und Schönfelder Hochland                                                     | Bild gesucht | d 32       | 20925     | Sächsische Schweiz-Osterzgebirge / Stadt Dresden           | 3194             | 4. Juli 1974, letzte Änderung 31. Januar 2013                                                                                              |
| Zschonergrund                                                                                       | Bild gesucht | d 35       | 325998    | Stadt Dresden                                              | 331              | 25. April 2013 |
| Tal der Roten Weißeritz                                                                             | Bild gesucht | d 37       | 324986    | Sächsische Schweiz-Osterzgebirge                           | 442              | 7. März 1960 |
| Windberg                                                                                            | Bild gesucht | d 39       | 325900    | Sächsische Schweiz-Osterzgebirge                           | 175              | 22. März 2007 |
| Dippoldiswalder Heide und Wilisch                                                                   | Landschaftsschutzgebiet Dippoldiswalder Heide und Wilisch. Diagonal über das Bild die Baumkronen der Dippoldiswalder Heide und am Horizonz der Berg Wilisch. | d 40       | 20746     | Sächsische Schweiz-Osterzgebirge                           | 3339             | 4. Juli 1974; letzte Änderung (Überführung in geltendes Naturschutzrecht) mit Verordnung vom 3. August 2020, in Kraft seit 6. Oktober 2020 |
| Spreeniederung                                                                                      | Bild gesucht | d 41       | 20923     | Bautzen                                                    | 2410             | 4. Juli 1974, letzte Änderung 28. Juni 2006                                                                                                |
| Teichlandschaft nördlich von Commerau bei Klix                                                      | Bild gesucht | d 44       | 325118    | Bautzen                                                    | 700              | 23. Juni 1986 |
| Muskauer Parklandschaft und Neißeaue                                                                | Bild gesucht | d 48       | 323105    | Görlitz                                                    | 1191             | 1. Mai 1968, letzte Änderung 24. Januar 2012                                                                                               |
| Elsterniederung und westliche Oberlausitzer Heide zwischen Senftenberg und Ortrand (Anteil Sachsen) | Bild gesucht | d 49       | 20760     | Bautzen                                                    | 304              | 1. Mai 1968 |
| Bernsdorfer Teichlandschaft                                                                         | Bild gesucht | d 50       | 319904    | Bautzen                                                    | 876              | 1. Mai 1968, letzte Änderung 5. Mai 2004                                                                                                   |
| Lauta-Hoyerswerda-Wittichenau                                                                       | Bild gesucht | d 51       | 20809     | Bautzen                                                    | 4038             | 1. Mai 1968, letzte Änderung 7. Juni 2017                                                                                                  |
| Elstergebiet um Neuwiese                                                                            | Bild gesucht | d 52       | 320612    | Bautzen                                                    | 247              | 1. Mai 1968, letzte Änderung 5. April 2000                                                                                                 |
| Naherholungsgebiet Hoyerswerda                                                                      | Bild gesucht | d 53       | 323118    | Bautzen                                                    | 306              | 1. Mai 1968, letzte Änderung 14. November 2012                                                                                             |
| Speicher Knappenrode                                                                                | Bild gesucht | d 54       |           | Bautzen                                                    | 1127             | 1. Mai 1968, letzte Änderung 14. November 2012                                                                                             |
| Speicherbecken Lohsa                                                                                | Bild gesucht | d 55       | 324714    | Bautzen                                                    | 770              | 1. Mai 1968, letzte Änderung 8. Mai 2002                                                                                                   |
| Spree- und Teichlandschaft südlich Uhyst                                                            | Bild gesucht | d 56       | 324733    | Görlitz                                                    | 1174             | 1. Mai 1968 |
| Kleine Spree bei Weißkollm                                                                          | Bild gesucht | d 57       | 322177    | Bautzen                                                    | 639              | 1. Mai 1968, letzte Änderung 7. Mai 2008                                                                                                   |
| Spreelandschaft um Bärwalde                                                                         | Bild gesucht | d 58       | 324737    | Görlitz                                                    | 286              | 1. Mai 1968 |
| Spreelandschaft Schwarze Pumpe                                                                      | Bild gesucht | d 60       | 324736    | Bautzen                                                    | 477              | 1. Mai 1968 |
| Trebendorfer Abbaufeld                                                                              | Bild gesucht | d 61       | 325222    | Bautzen                                                    | 471              | 1. Mai 1968, letzte Änderung 5. August 2010                                                                                                |
| Kromlau-Gablenzer Restseengebiet                                                                    | Bild gesucht | d 62       | 322335    | Görlitz                                                    | 902              | 1. Mai 1968, letzte Änderung 7. Oktober 1998                                                                                               |
| Braunsteich                                                                                         | Bild gesucht | d 63       | 320062    | Görlitz                                                    | 615              | 1. Mai 1968 |
| Boxberg-Reichwalder Wald- und Wiesengebiet                                                          | Bild gesucht | d 64       | 20737     | Görlitz                                                    | 1208             | 1. Mai 1968, letzte Änderung 8. April 1997                                                                                                 |
| Dresdner Elbwiesen und Dresdner Elbaltarme                                                          | Bild gesucht | d 65       | 320427    | Stadt Dresden                                              | 1257             | 29. August 1996, letzte Änderung 9. Februar 2015                                                                                           |
| Nassau                                                                                              | Bild gesucht | d 66       | 323124    | Meißen                                                     | 1408             | 18. Mai 1995, letzte Änderung 31. März 2010                                                                                                |
| Moritzburger Kleinkuppenlandschaft                                                                  | Bild gesucht | d 67       | 323048    | Meißen / Bautzen / Stadt Dresden                           | 3560             | 29. Oktober 1998 |
| Mittlere Röderaue und Kienheide                                                                     | Bild gesucht | d 68       | 322991    | Meißen                                                     | 8620             | 15. April 1996, letzte Änderung 8. August 2014                                                                                             |
| Riesaer Döllnitzaue                                                                                 | Bild gesucht | d 69       | 323891    | Meißen                                                     | 218              | 7. April 1997 |
| Riesaer Elbtal und Seußlitzer Elbhügelland                                                          | Bild gesucht | d 70       | 323892    | Meißen                                                     | 8246             | 29. Oktober 2001, letzte Änderung 12. Januar 2016                                                                                          |
| Bühlauer Wiesen                                                                                     | Bild gesucht | d 71       | 320167    | Stadt Dresden                                              | 31               | 9. Dezember 1997 |
| Wilschdorf-Rähnitzer Sandhügelland                                                                  | Bild gesucht | d 72       | 325897    | Stadt Dresden                                              | 362              | 10. März 1998 |
| Grödel-Elsterwerdaer Floßkanal                                                                      | Grödel-Elsterwerdaer Floßkanal in Gröditz | d 73       | 321163    | Meißen                                                     | 580              | 14. Dezember 1998 |
| Görlitzer Neißeaue                                                                                  | LSG d 74 Görlitzer Neißeaue | d 74       | 321128    | Görlitz                                                    | 260              | 11. Januar 1999 |
| Unteres Osterzgebirge                                                                               | Bild gesucht | d 75       | 325349    | Sächsische Schweiz-Osterzgebirge                           | 16050            | 20. September 2000, letzte Änderung 18. Juli 2006                                                                                          |
| Strauch-Ponickauer Höhenrücken                                                                      | Weitere Bilder | d 76       | 324879    | Meißen                                                     | 8400, jetzt 9143 | 30. Oktober 2000, letzte Änderung 20. Februar 2015                                                                                         |
| Oberes Polenztal und Hohes Birkigt                                                                  | Oberes Polenztal und Hohes Birkigt | d 77       | 323385    | Sächsische Schweiz-Osterzgebirge                           | 2269             | 27. März 2001 |
| Oberes Osterzgebirge                                                                                | Bild gesucht | d 78       | 323384    | Sächsische Schweiz-Osterzgebirge                           | 28627            | 5. Dezember 2001, letzte Änderung 20. Februar 2015                                                                                         |
| Massenei                                                                                            | Buchenwäldchen im Masseneiwald | d 79       | 378627    | Bautzen                                                    | 3529             | 5. Mai 2004 |
| Mandautal                                                                                           | LSG d 80 „Mandautal“ | d 80       | 345182    | Görlitz                                                    | 2128             | 23. November 2005 |
| Pirnaer Elbtal                                                                                      | LSG d 81 „Pirnaer Elbtal“ | d 81       | 345188    | Sächsische Schweiz-Osterzgebirge                           | 914              | 23. November 2005 |
| Muldental bei Nossen                                                                                | LSG Muldental bei Nossen | d 82       | 378638    | Meißen                                                     | 991              | 13. Juli 2006 |
| Elbtal zwischen Dresden und Meißen mit linkselbischen Tälern und Spaargebirge                       | | d 83       | 378444    | Meißen / Stadt Dresden                                     | 5385             | 5. November 2007, letzte Änderung 10. September 2012                                                                                       |
| Meißner Triebischtäler                                                                              | LSG Meißner Triebischtäler bei Dobritz | d 84       | 555691057 | Meißen                                                     | 2184             | 16. April 2018 |
| Löbnitz – Roitzschjora                                                                              | Bild gesucht | l 01       | 322641    | Nordsachsen                                                | 892              | 20. September 1984 |
| Noitzscher und Prellheide                                                                           | Bild gesucht | l 02       | 20839     | Nordsachsen                                                | 1533             | 15. Februar 1963 |
| Mittlere Mulde                                                                                      | Weitere Bilder | l 03       | 20824     | Nordsachsen / Leipzig                                      | 9624             | 15. Februar 1963 und 20. September 1984, letzte Änderung 24. Juli 2013                                                                     |
| Dahlener Heide                                                                                      | Dahlener Heide | l 05       | 20744     | Nordsachsen / Leipzig                                      | 24640            | 9. September 2014 |
| Hohburger Berge                                                                                     | Bild gesucht | l 06       | 20789     | Leipzig                                                    | 2052             | 27. September 2007, letzte Änderung 7. März 2016                                                                                           |
| Kämmereiforst                                                                                       | Bild gesucht | l 07       |           | Nordsachsen                                                | 276              | 15. Februar 1963 |
| Leipziger Auwald                                                                                    | Weitere Bilder | l 10       | 20811     | Nordsachsen / Stadt Leipzig / Leipzig                      | 5847             | 8. Juni 1998, letzte Änderung 11. April 2016                                                                                               |
| Partheaue – Machern                                                                                 | Weitere Bilder | l 11       | 20849     | Nordsachsen / Stadt Leipzig / Leipzig                      | 1281             | 15. Februar 1963 und 20. September 1984, letzte Änderung 14. Mai 2018                                                                      |
| Großsteinberg – Ammelshain                                                                          | Bild gesucht | l 14       | 321217    | Leipzig                                                    | 2559             | 15. Februar 1963 und 20. September 1984, letzte Änderung 7. Mai 2018                                                                       |
| Wermsdorfer Forst                                                                                   | Weitere Bilder | l 15       | 20913     | Nordsachsen / Leipzig                                      | 10586            | 15. Februar 1963 und 20. September 1984, letzte Änderung 13. Januar 2014                                                                   |
| Colditzer Forst                                                                                     | Weitere Bilder | l 16       | 20743     | Leipzig                                                    | 5490             | 15. November 2010 |
| Pleißestausee Rötha                                                                                 | Bild gesucht | l 17       | 323684    | Leipzig                                                    | 183              | 8. Juni 1959, letzte Änderung 20. September 1984                                                                                           |
| Thümmlitzwald – Muldetal                                                                            | Weitere Bilder | l 22       | 20895     | Leipzig                                                    | 10535            | 20. September 1984, letzte Änderung 23. März 2018                                                                                          |
| Lößnig-Dölitz                                                                                       | Bild gesucht | l 24       | 322668    | Stadt Leipzig                                              | 395              | 14. Juni 2000 |
| Östliche Rietzschke – Stünz                                                                         | Bild gesucht | l 25       | 323585    | Stadt Leipzig                                              | 47               | 15. Februar 1963 |
| Paunsdorfer Wäldchen – Heiterblick                                                                  | Bild gesucht | l 26       | 323653    | Stadt Leipzig                                              | 151              | 17. April 2004 |
| Etzoldsche Sandgrube und Rietzschketal Zweinaundorf                                                 | Bild gesucht | l 27       | 323710    | Stadt Leipzig                                              | 225              | 3. Dezember 2010 |
| Nördliche Rietzschke                                                                                | Bild gesucht | l 28       | 323271    | Stadt Leipzig                                              | 119              | 15. Februar 1963, letzte Änderung 28. Januar 1998                                                                                          |
| Kohrener Land (Anteil Landesdirektion Leipzig)                                                      | Bild gesucht | l 29       | 20802     | Leipzig                                                    | 6961             | 8. Juni 1959 und 15. Februar 1963 bzw. 20. September 1984, letzte Änderung 16. August 2018                                                 |
| Dübener Heide                                                                                       | Bild gesucht | l 30       | 320444    | Nordsachsen                                                | 29962            | 30. März 1998, letzte Änderung 5. September 2016                                                                                           |
| Liebschützer Höhenzug                                                                               | Weitere Bilder | l 31       | 322601    | Nordsachsen                                                | 642              | 1. November 1993 |
| Partheaue                                                                                           | Weitere Bilder | l 32       | 323644    | Leipzig / Stadt Leipzig                                    | 9633             | 17. Februar 1994, letzte Änderung 27. April 2018                                                                                           |
| Leubener Döllnitzaue                                                                                | Bild gesucht | l 33       | 322585    | Nordsachsen                                                | 130              | 1. Juli 1994 |
| An der Tauschke                                                                                     | Bild gesucht | l 34       |           | Nordsachsen                                                | 71               | z.zt. nicht mehr in der Liste enthalten |
| Großer Goitzschesee                                                                                 | Bild gesucht | l 35       |           | Nordsachsen                                                | 2799             | 5. Dezember 1995, letzte Änderung 23. Oktober 2013                                                                                         |
| Loberaue                                                                                            | Weitere Bilder | l 36       | 322640    | Nordsachsen                                                | 900              | 4. Dezember 1996, letzte Änderung 28. Dezember 2009                                                                                        |
| Schnauderaue                                                                                        | Weitere Bilder | l 37       | 324225    | Leipzig                                                    | 468              | 18. Dezember 1996, letzte Änderung 20. Oktober 2015                                                                                        |
| Elbaue Torgau                                                                                       | Weitere Bilder | l 38       | 320582    | Nordsachsen                                                | 8486             | 4. Februar 1997, letzte Änderung 9. September 2014                                                                                         |
| Leinetal                                                                                            | Weitere Bilder | l 39       | 322563    | Nordsachsen                                                | 5408             | 3. Dezember 1997, letzte Änderung 6. November 2013                                                                                         |
| Elsteraue                                                                                           | Weitere Bilder | l 40       | 20757     | Leipzig                                                    | 3166             | 17. Dezember 1997 |
| Wyhraaue                                                                                            | Bild gesucht | l 43       | 325969    | Leipzig                                                    | 1507             | 14. April 1999, letzte Änderung 12. Juni 2015                                                                                              |
| Wachberg, Rückmarsdorf                                                                              | Wachberg | l 44       | 329222    | Stadt Leipzig                                              | 9                | 16. Dezember 2004 |
| Endmoränenlandschaft zwischen Taucha und Eilenburg                                                  | Weitere Bilder | l 45       | 344856    | Nordsachsen                                                | 3809             | 7. Dezember 2005 |
| Lübschützer Teiche – Tresenwald                                                                     | Weitere Bilder | l 46       | 378622    | Leipzig                                                    | 1345             | 27. September 2007, letzte Änderung 3. September 2013                                                                                      |

Alte Landschaftsschutzgebiete nach Nr.:
| Name des Gebietes          | Bild         | LSG-Nummer | WDPA | Landkreis / Stadt | Fläche in Hektar | Datum der Verordnung                    |
| -------------------------- | ------------ | ---------- | ---- | ----------------- | ---------------- | --------------------------------------- |
| Elbtal nördlich von Meißen | Bild gesucht | d 04       |      | Meißen            | 1641             | nicht mehr gesondert in Liste enthalten |
| Lößnitz                    | Bild gesucht | d 33       |      | Meißen            | 586              | nicht mehr gesondert in Liste enthalten |